# Азналкіно
Азна́лкіно (рос. Азналкино, башк. Аҙналы) — село у складі Бєлорєцького району Башкортостану, Росія. Входить до складу Азікеєвської сільської ради.
Населення — 415 осіб (2010; 414 в 2002).
Національний склад:
- башкири — 98%